# Južni kuki-chin jezici
Južni kuki-chin jezici južna podskupina kuki-činskih jezika iz Burme i Indije.
Obuhvaća (12) jezika, to su: daai chin [dao] (Burma), 30.000 (1994 UBS); mara chin [mrh] (Indija), ukupno 42.000; mro chin [cmr] (Burma), 138.000 (2000); mün chin [mwq] (Burma), 30.000 (1991 UBS); nga la [hlt] (Burma), ukupno 60.000; welaung [weu] (Burma), 9.550 (2000).
a. Khumi (2): khumi hin [cnk] (Burma), ukupno 62.090; khumi awa chin [cka] (Burma), 60.000 (2006).
b. Sho (4): asho chin [csh] (Burma), ukupno 12.340; bualkhaw chin [cbl] (Burma), 2.500; chinbon chin [cnb] (Burma), 19.600 (1983); shendu [shl] (Indija), broj govornika nepoznat.

## Vanjske poveznice
- Ethnologue (14th)
- Ethnologue (15th)